# Le Pacte (Atalante)
Pour les articles homonymes, voir Le Pacte.
Le Pacte est le premier épisode de la série de bande dessinée Atalante.
- Scénario et dessins : Crisse
- Couleurs : Anyk

- Date de sortie : avril 2000

## Synopsis
Le Pacte ouvre sur la colère du roi Iasos. Ce dernier veut tuer la fille qu'il a eue avec sa femme, ne voulant qu'un enfant mâle. Mais Imandre, une prêtresse d'Hécate, lui évoque l'ire d'Hécate. Il décide d'abandonner l'enfant. 
Atalante est recueillie par Artémis, Hécate et Aphrodite. Cette dernière propose d'offrir des dons à l'enfant, ainsi qu'un poignard magique qui retourne toujours dans son fourreau. Héra la jalouse, fait planer sur elle la malédiction des dieux si elle devait tomber amoureuse de quelqu'un. Le bébé se retrouve dans la Forêt du Pélion, où vivent Faunes, Nymphes et autres créatures. Pyros, un Faune, demande l'ourse Gaya de l'accepter comme nourrisson.
A dix ans, Atalante montre déjà une vitesse de course étonnante. Elle s'aventure dans un temple gardé par des harpies qui souhaitent la manger, mais la Protégée des trois déesses quitte le temple saine et sauve. Elle aperçoit de loin une guerrière à cheval, une Amazone, et nourrit l'ambition de lui ressembler. C'est alors qu'elle est enlevée par des chasseurs qui viennent de tuer Gaya. 
Transition : Atalante est adulte et souhaite embarquer sur l'Argos à destination de Colchide, mais Méléagre et d'autres sont farouches à sa présence. Elle et Jason ont une discussion houleuse jusqu'à l'arrivée d'un ami de ce dernier. Atalante retrouve avec lui Pyros, enfermé dans une cage, et le libère. Il recherche Atalante parce que les Centaures retiennent Chiron l'immortel prisonnier et saccagent la Forêt du Pélion. Une apparition d'Hécate fait signe aux Argonautes qu'Atalante sera digne de les accompagner si elle délivre Chiron.
Elle retourne dans la Forêt où elle est attaquée par deux Centaures. Elles les tue avec une petite aide d'Artémis. Elle rejoint Chiron et le chef des Centaures, Nessos. Ce dernier lui demande d'intervenir auprès des dieux pour lever la malédiction qui pèse sur sa race, la stérilité des femelles Centaures.
Le Faune Brassidias propose un marché : Atalante et un Centaure doivent faire une course, le premier arrivé au bout récupère un objet et le ramène au point de départ. Si Atalante gagne, les Centaures libèrent Chiron, sinon elle devra aller implorer en leur nom la tolérance des dieux. L'objet est le poignard d'Atalante.
Pendant la course, les Centaures trichent, ce qui fait croire Atalante perdante. Mais grâce à la capacité magique du poignard qui revient dans son fourreau, la chasseresse gagne et les Centaures abandonnent leur emprise sur le Pélion. Atalante peut enfin rejoindre l'Argo.